# گرنیت فالز (مینه‌سوتا)
گرنیت فالز، مینه‌سوتا (به انگلیسی: Granite Falls, Minnesota) یک شهر در ایالات متحده آمریکا است که در مینه‌سوتا واقع شده‌است.

## خصوصیات
گرنیت فالز ۹٫۸۹ کیلومترمربع مساحت و ۲٬۸۹۷ نفر جمعیت دارد و ۲۸۰ متر بالاتر از سطح دریا واقع شده‌است.